# Stazione di Amsterdam Centrale

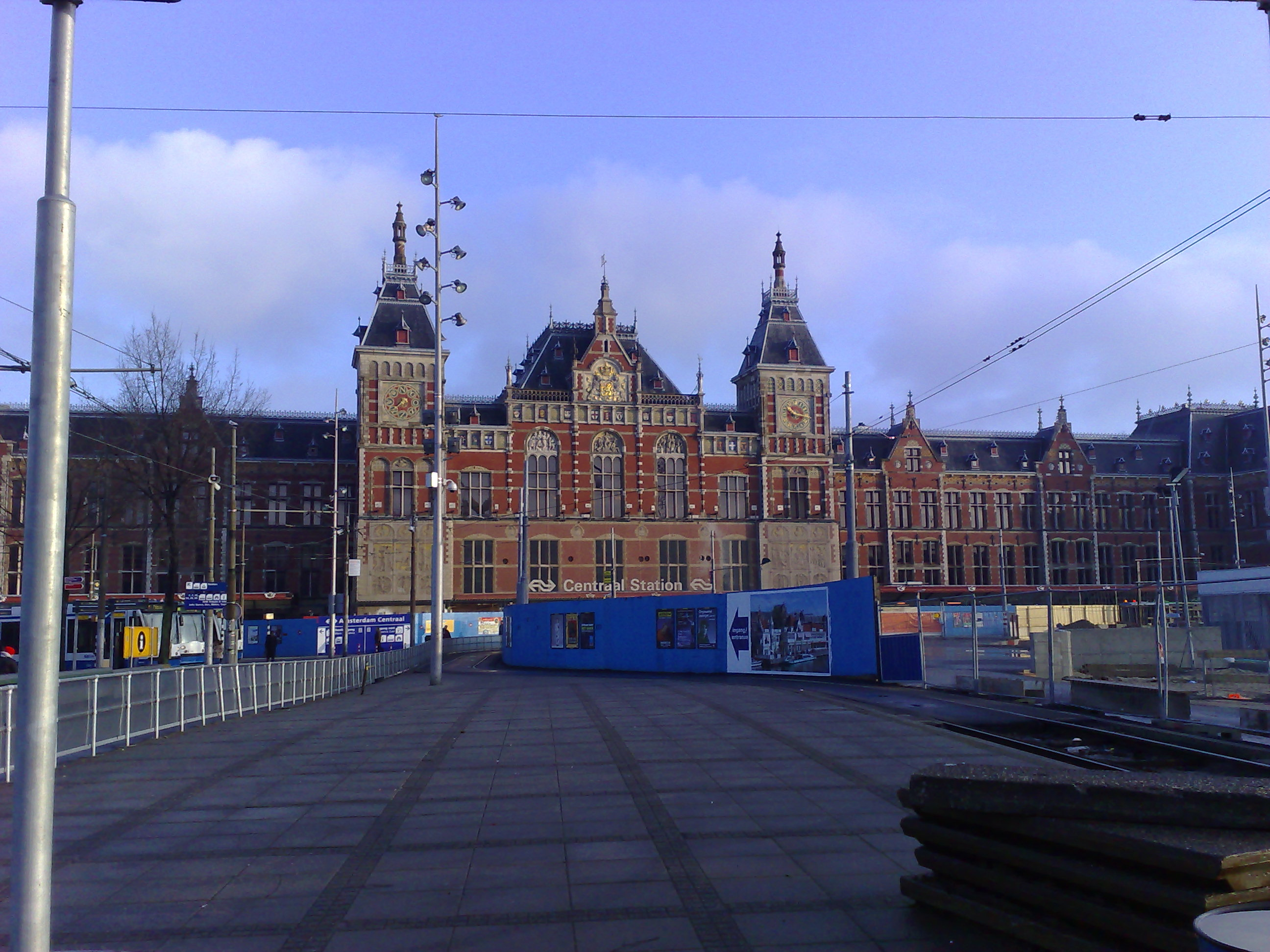
Amsterdam: la Stationsplein, la piazza con la stazione Centrale

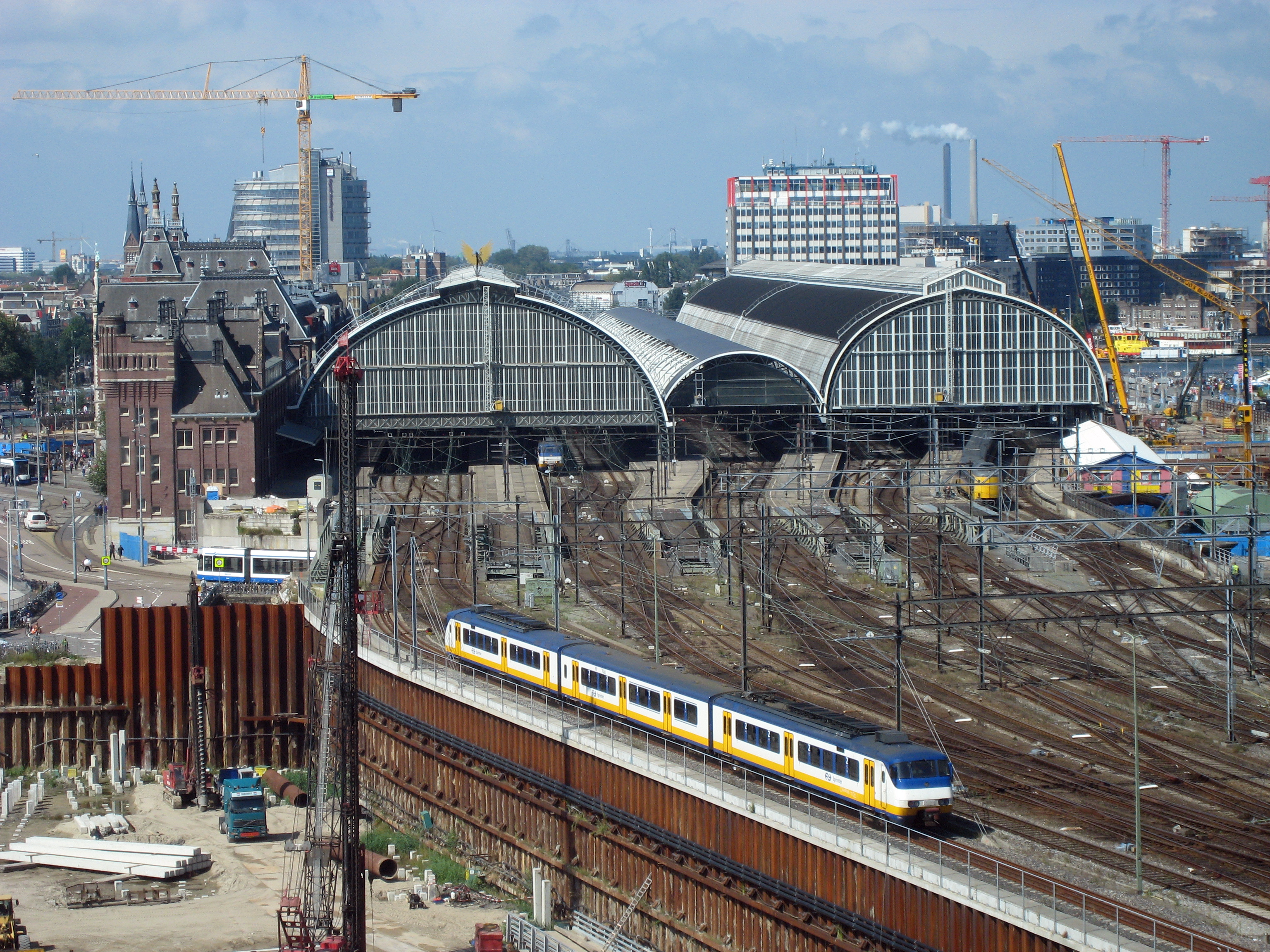
Veduta panoramica dellAmsterdam Centraal Station

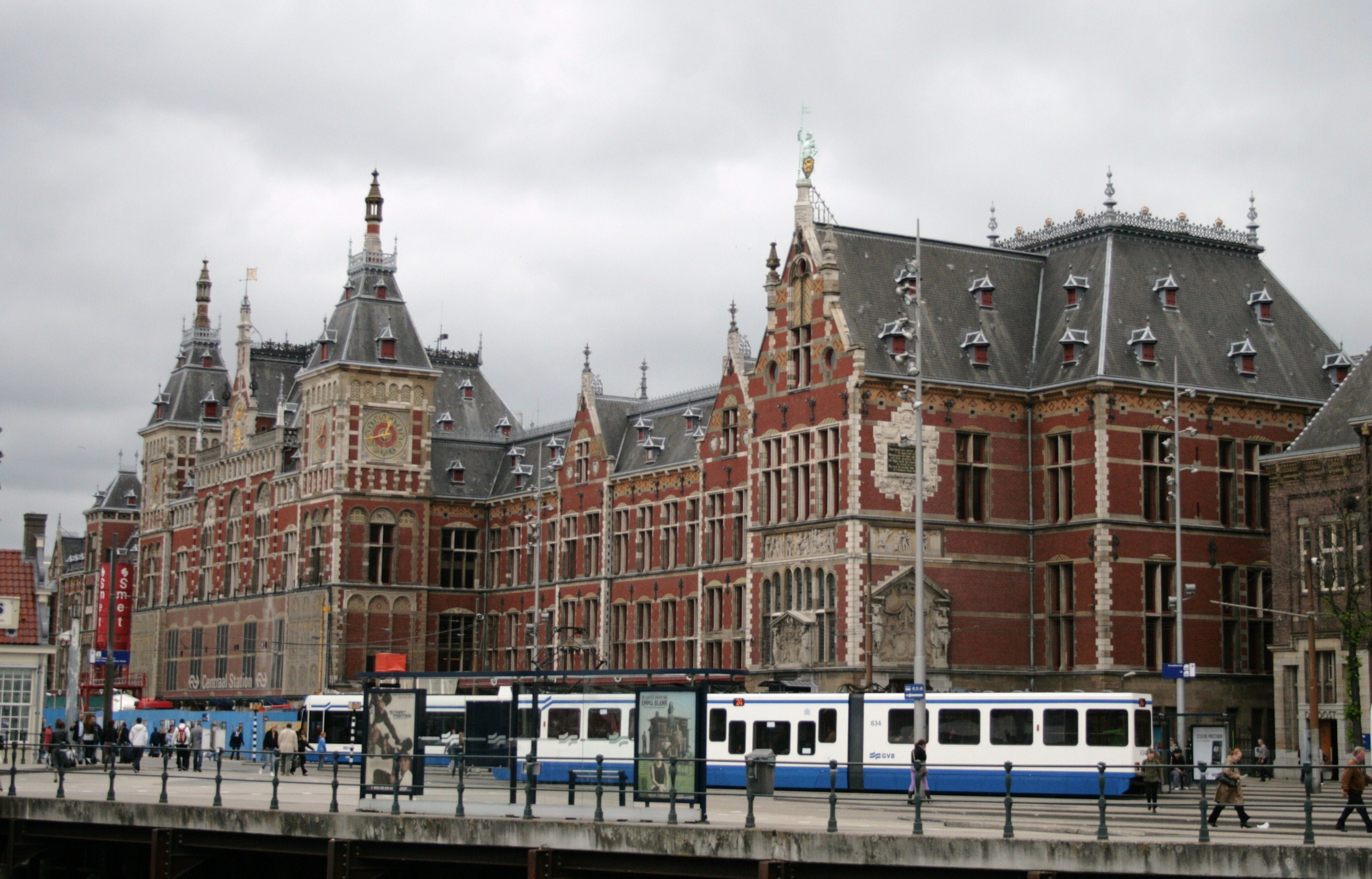
La facciata principale dellAmsterdam Centraal Station, che ricorda quella del Rijksmuseum

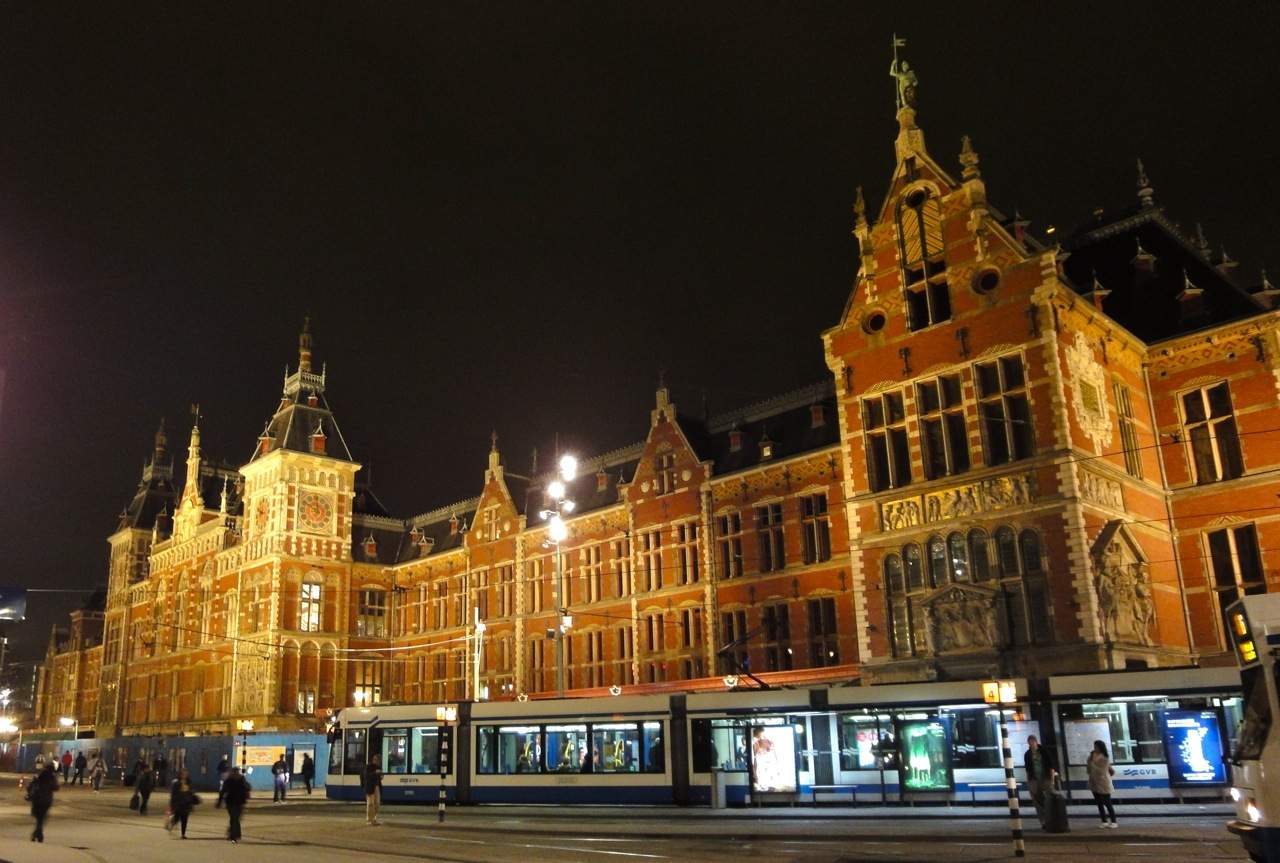
Immagine in notturna della facciata principale della stazione

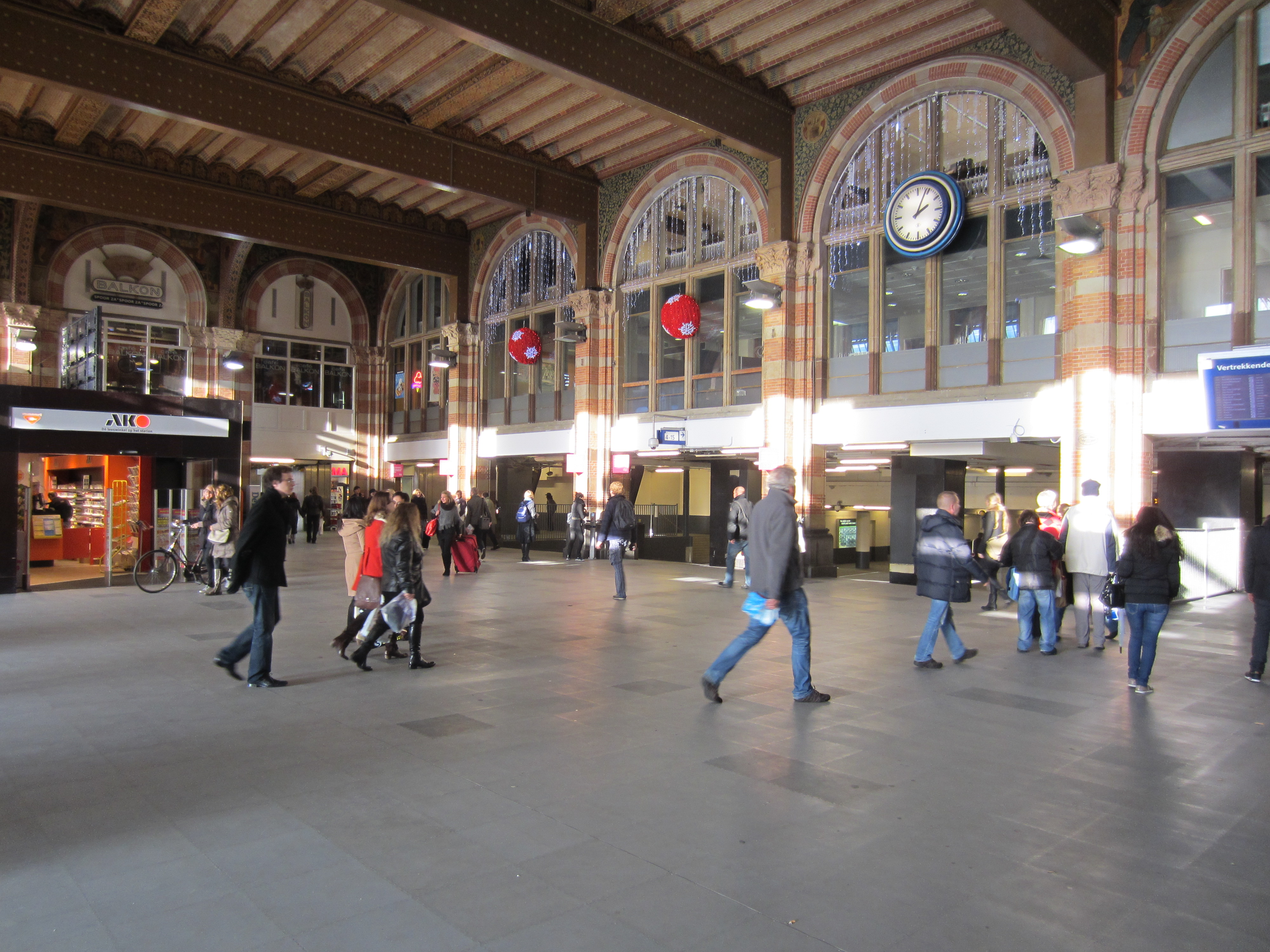
La sala della biglietteria dellAmsterdam Centraal

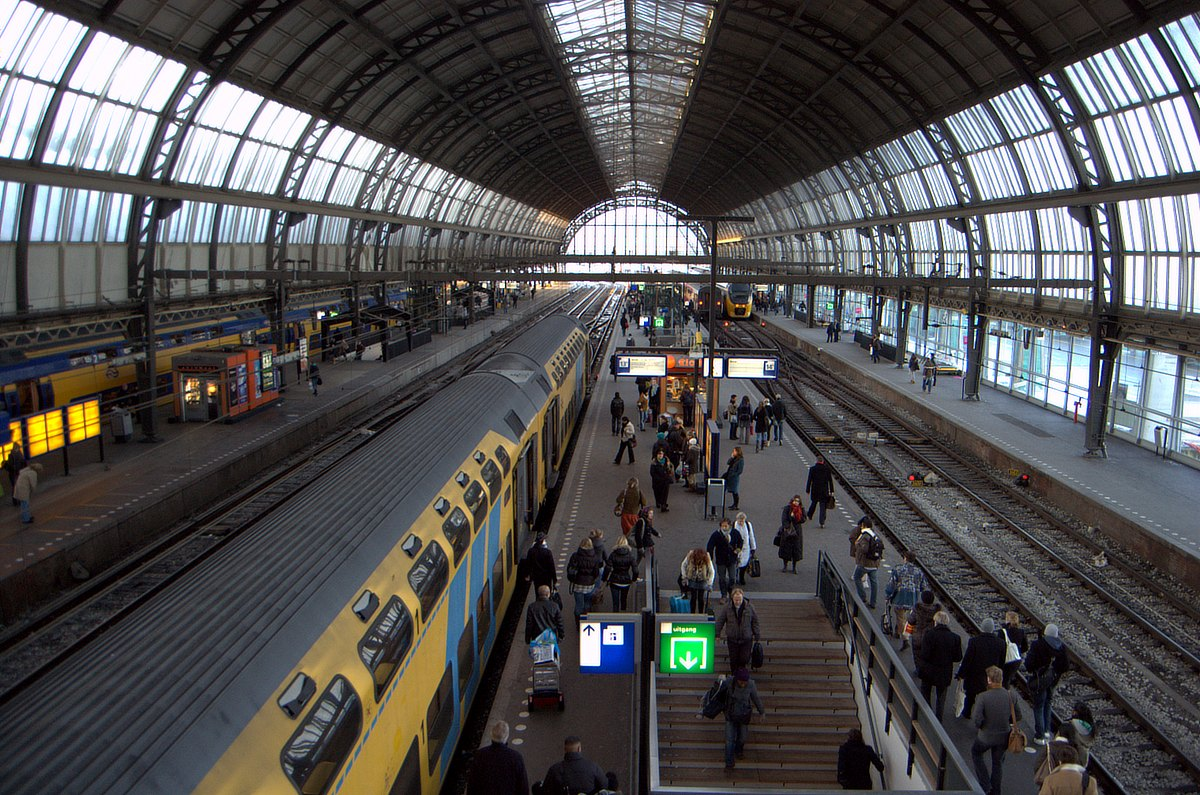
Passeggeri in transito alla Stazione

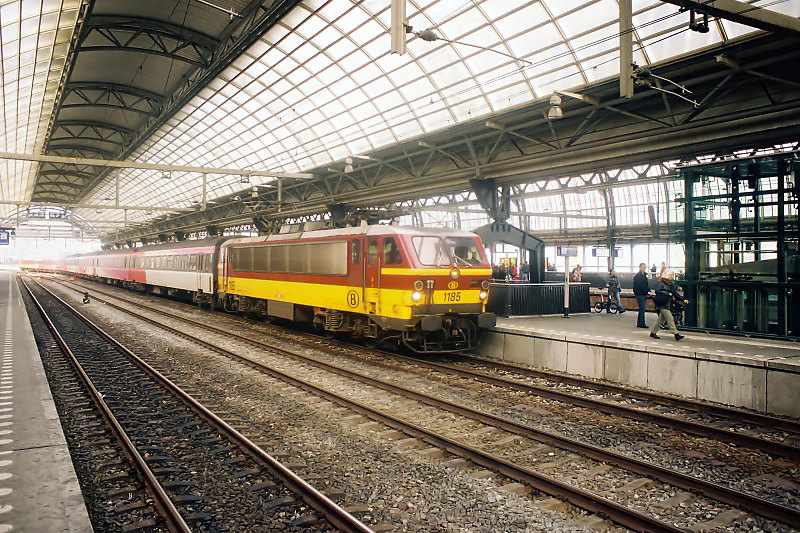
Treno in arrivo alla Stazione

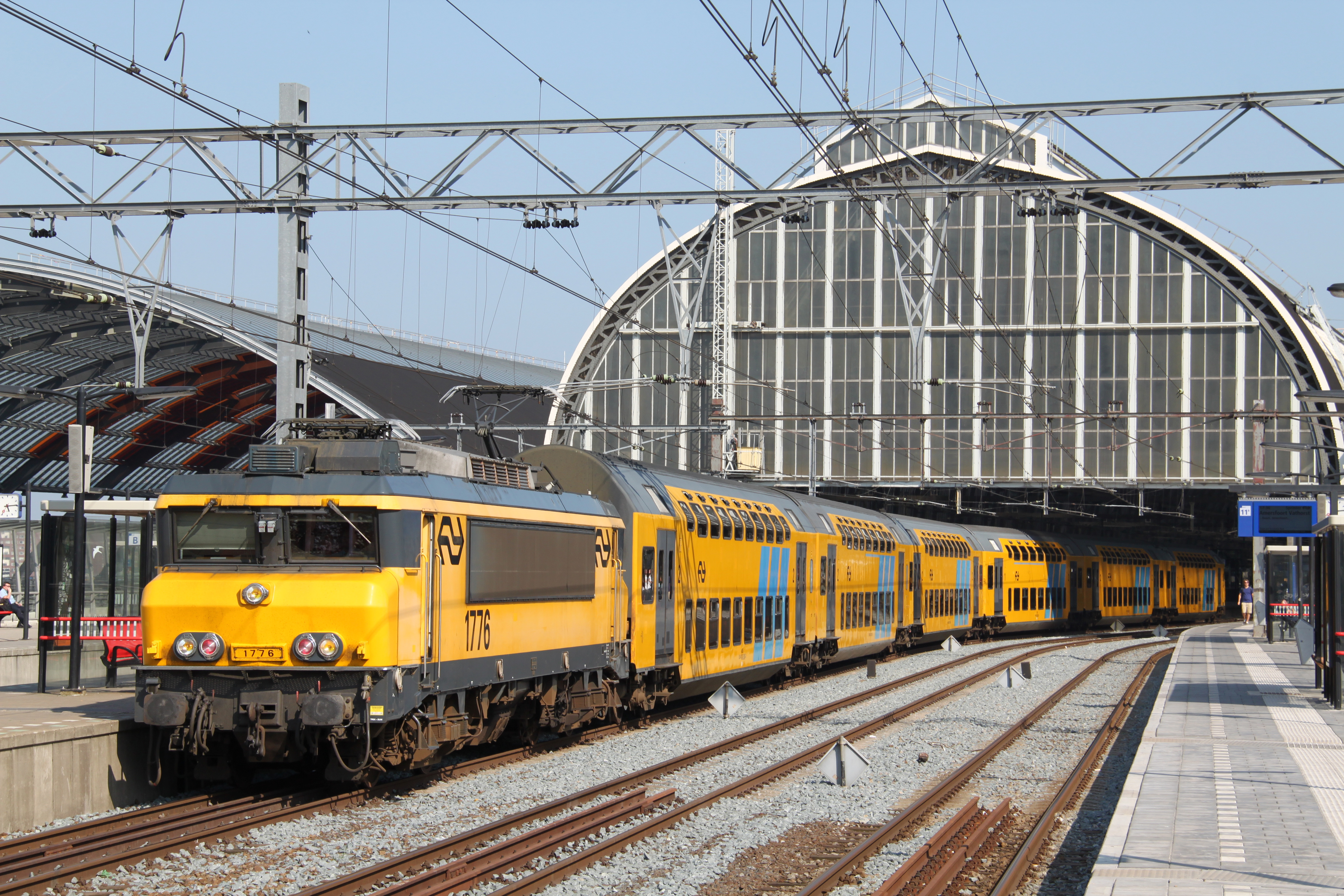
Treno in partenza dalla stazione

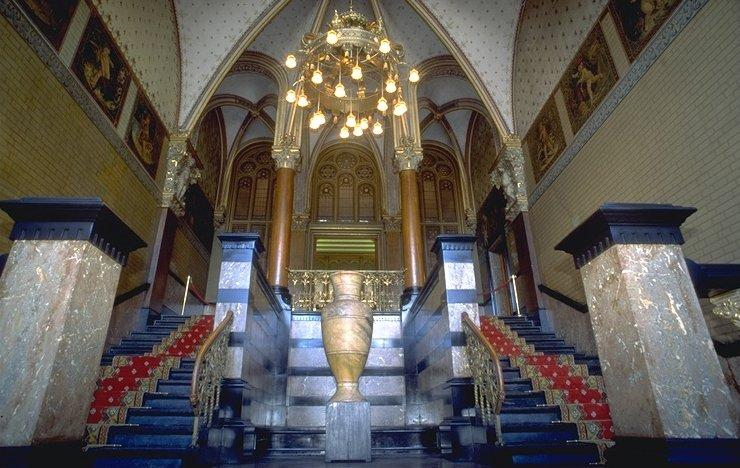
Il Koningpaviljoen ("Padiglione reale") all'interno della stazione

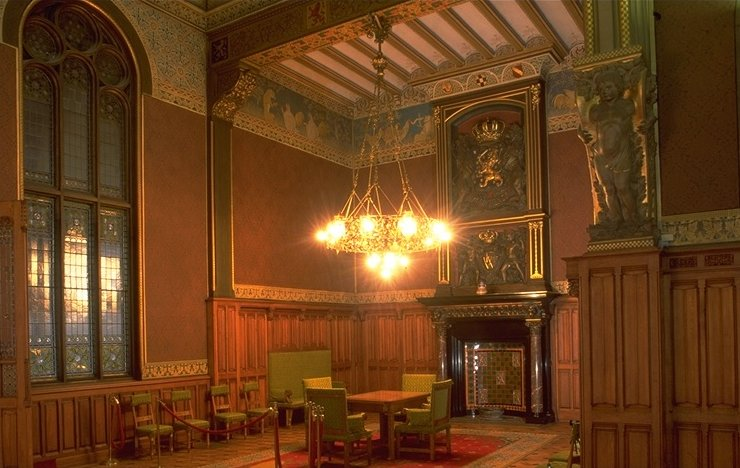
Altra immagine del Koningpaviljoen

La stazione di Amsterdam Centrale (in olandese Amsterdam Centraal abbreviato: Amsterdam CS) è la principale stazione ferroviaria di Amsterdam e fu realizzata tra il 1881 e il 1889 su progetto di Pierre Cuypers e A. L. van Gendt.
La stazione vede transitare ogni giorno circa 1.500 treni, tra cui una cinquantina di convogli internazionali, e 250.000/300.000 persone.
L'edificio è classificato come rijksmonument (dal 1974).

## Ubicazione
La stazione Centrale di Amsterdam si trova nella zona del porto sull'IJ, nella parte settentrionale della città e della Nieuwe Zijde ("Zona Nuova"), di fronte alla chiesa di San Nicola e alla Schreierstoren e nei pressi della Scheepvaarthuis.

## Caratteristiche architettoniche
La stazione è edificata su tre isole artificiali  e poggia su 8.687 pali.
L'edificio principale, in mattoni rossi, presenta una sfarzosa facciata neogotica e neorinascimentale della lunghezza di circa 100 metri che ricorda quella del Rijksmuseum, altra opera di Cuypers, e che presenta decorazioni che fanno riferimento al passato marittimo della città. Ai lati della facciata centrale, spiccano due torri dell'orologio (ma, mentre la lancetta della torre est indica l'ora, la lancetta della torre ovest indica la direzione del vento).
All'interno dell'edificio principale, si trova l'ex-sala d'attesa di prima classe in stile liberty che ora ospita il Gran Café e la Koninklijke Wachtkamer ("Sala d'attesa reale"), il cui accesso al pubblico è consentito solo in occasioni speciali.
La stazione dispone di 15 binari, coperti da due cupole, la prima (opera dell'ingegnere L.J. Eijmer) con una campata di 45 metri, la seconda (realizzata nel 1922) con una campata di 34 metri.

## Storia
La costruzione di una stazione ferroviaria nel centro di Amsterdam si rese necessaria in seguito alla creazione, nel 1860, della linea ferroviaria Amsterdam-Alkmaar-Den Helder.
La costruzione fu quindi concepita negli anni settanta del XIX secolo.
Per la scelta del luogo dove realizzarla, furono presi in considerazione vari siti, tra cui il luogo dove ora si trova il Sarphatipark o presso la Leidseplein, ma alla fine (con decisione finale che spettò al Governo centrale olandese) si optò per la zona del porto sull'IJ, una decisione che fu molto contrastata, in quanto avrebbe significato perdere per sempre la vista sul mare e creato una separazione con la zona di Amsterdam-Noord. La scelta di questa location era stata dapprima bocciata nel 1864 dal consiglio comunale (decisione sollecitata dal primo ministro Johan Rudolf Thorbecke), consiglio che aveva indicato un'area intorno alla Leidsepoort, ma fu infine approvata dal governo a causa delle pressioni dell'ingegnere di Stato.
Il progetto per la costruzione fu affidato nel 1875 all'architetto Pierre Cuypers e all'architetto-ingegnere A. L. van Gendt (autore del Concertgebouw).  A Cuypers, già autore del Rijksmuseum, fu in particolare incaricato di creare una sorta di monumentale "porta d'accesso" alla città.
I lavori di costruzione iniziarono nel 1881 e terminarono nel 1889
L'inaugurazione ufficiale avvenne il 15 ottobre 1889: in occasione dell'inaugurazione, furono venduti14.000 biglietti per l'accesso alla stazione.
|  |

Nei primi anni circolavano nell'Amsterdam Centraal 194 treni, numero che già nel 1904 salì a 404.
Nel 1920 fu demolita l'ala orientale dell'edificio progettata da Cuypers.
Vari lavori di restauro sono stati infine intrapresi all'inizio del XXI secolo.

## Principali collegamenti
L'Amsterdam Centraal garantisce collegamenti con città quali Bruxelles, Colonia e Parigi.
I collegamenti con la città di Parigi vengono effettuati tramite un treno ad alta velocità, che garantisce l'arrivo nella capitale francese in 1h22 minuti.
| Tipo di treno | Itinerario | Frequenza                                                   |
| ------------- | --- | ----------------------------------------------------------- |
| Thalys        | Amsterdam Centraal – Schiphol – Rotterdam Centraal – Antwerpen-Centraal – Brussel-Zuid – Paris Nord | 9x giornaliero                                              |
| ICE           | Amsterdam Centraal – Utrecht Centraal – Arnhem Centraal – Köln Hbf – Frankfurt (Main) Flughafen Fernbahnhof – Basel SBB | 1x giornaliero                                              |
| ICE           | Amsterdam Centraal – Utrecht Centraal – Arnhem – Köln Hbf – Frankfurt (Main) Flughafen Fernbahnhof – Frankfurt (Main) Hbf                                                                                                   | 5x giornaliero                                              |
| CityNightLine | Amsterdam Centraal – Utrecht Centraal – Arnhem – Köln Hbf – Basel SBB/Zürich HB/München Hbf – Garmisch-Partenkirchen | 1x giornaliero                                              |
| EuroNight     | Amsterdam Centraal – Utrecht Centraal – Arnhem – Köln Hbf – Berlin Hbf – Varsavia – Minsk – Mosvs | 1x giornaliero                                              |
| Fyra          | Amsterdam Centraal – Schiphol – Rotterdam Centraal – Breda | ogni mezz'ora                                               |
| Intercity     | Alkmaar – Zaandam – Amsterdam Centraal – Utrecht Centraal – 's-Hertogenbosch – Eindhoven – Weert – Roermond – Sittard – Maastricht/Heerlen                                                                                  | ogni mezz'ora                                               |
| Intercity     | Enkhuizen – Hoorn – Purmerend – Amsterdam Centraal – Hilversum – Amersfoort | ogni mezz'ora                                               |
| Intercity     | Amsterdam Centraal – Haarlem – Leiden Centraal – Den Haag HS – Rotterdam Centraal – Dordrecht – Roosendaal – Vlissingen | ogni quarto d'ora, per Dordrecht − Vlissingen solo ogni ora |
| Intercity     | Amsterdam Centraal – Amsterdam Sloterdijk – Amsterdam Lelylaan – Schiphol – Leiden Centraal – Den Haag Centraal | ogni mezz'ora                                               |
| Intercity     | Den Helder – Alkmaar – Zaandam – Amsterdam Centraal – Utrecht Centraal – Veenendaal-De Klomp – Ede-Wageningen – Arnhem Centraal – Nijmegen                                                                                  | ogni mezz'ora                                               |
| Intercity     | Lelystad Centrum – Almere Centrum – Amsterdam Centraal | ogni mezz'ora, di sera solo fino ad Almere Centrum          |
| Intercity     | Amsterdam Centraal – Schiphol – Den Haag HS – Rotterdam Centraal – Dordrecht – Roosendaal – Antwerpen-Centraal – Mechelen – Bruxelles-Nord/Brussel-Noord – Bruxelles-Central/Brussel-Centraal – Bruxelles-Midi/Brussel-Zuid | ogni ora                                                    |
| Nachtnet      | (Eindhoven – 's-Hertogenbosch –) Utrecht Centraal – Amsterdam Centraal – Schiphol – Leiden Centraal – Den Haag HS – Delft – Rotterdam Centraal (– Dordrecht – Breda – Tilburg – Eindhoven)                                  | ogni ora di notte                                           |
| Sprinter      | Rotterdam Centraal – Gouda – Woerden – Breukelen – Duivendrecht – Amsterdam Amstel – Amsterdam Muiderpoort – Amsterdam Centraal - Zaandam - Uitgeest                                                                        | ogni mezz'ora                                               |
| Sprinter      | Amsterdam Centraal – Haarlem – Uitgeest | ogni mezz'ora                                               |
| Sprinter      | Amsterdam Centraal – Haarlem – Zandvoort aan Zee | ogni mezz'ora                                               |
| Sprinter      | Uitgeest – Zaandam – Amsterdam Centraal | ogni mezz'ora                                               |
| Sprinter      | Amsterdam Centraal – Amsterdam Sloterdijk – Amsterdam Lelylaan − Schiphol – Hoofddorp | ogni mezz'ora                                               |
| Sprinter      | Amsterdam Centraal – Amsterdam Muiderpoort – Weesp – Almere Centrum – Almere Oostvaarders (– Lelystad Centrum) | ogni mezz'ora, per Lelystad solo di sera                    |
| Sprinter      | Amsterdam Centraal – Amsterdam Muiderpoort – Weesp – Naarden-Bussum – Hilversum – Baarn – Amersfoort | ogni mezz'ora                                               |

## Trasporti urbani
Garantiscono i collegamenti con la Stazione Centrale di Amsterdam quattro linee della metropolitana, la 51 la 52 la 53 e la 54.
La stazione è inoltre collegata con la zona di Amsterdam-Noord tramite un servizio di traghetto gratuito.

## Imitazioni
- All'architettura della Stazione Centrale di Amsterdam è ispirata quella della Stazione di Tōkyō[2]
- Una copia esatta della Stazione Centrale di Amsterdam è stata realizzata a Nagasaki, in Giappone.[7]